# ایستگاه پاکسازی

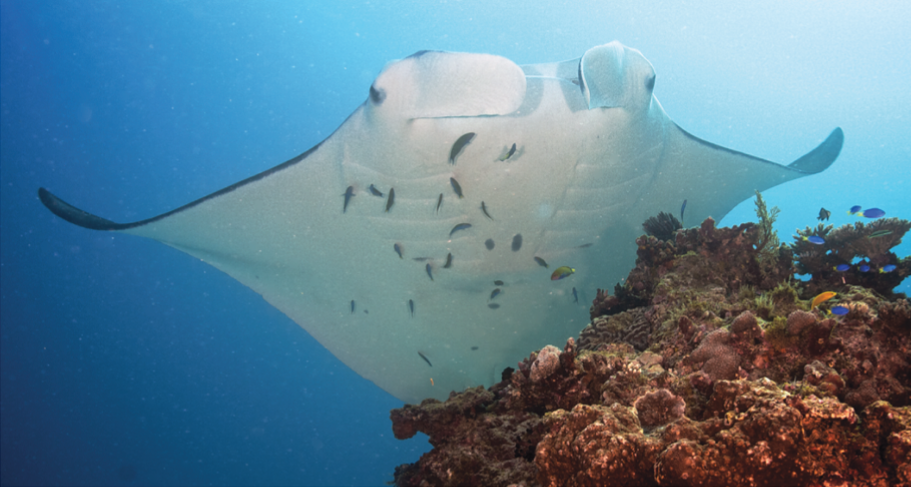
سفره‌ماهی صخره‌ای در ایستگاه پاکسازی، موقعیت خود هنگام پاکسازی را در محل تقریباً ثابتی در بالای یک تکه مرجانی برای چند دقیقه حفظ می‌کند.

ایستگاه پاکسازی، ایستگاه نظافت یا ایستگاه تمیزکاری (به انگلیسی: Cleaning station)، مکانی است که آبزیان در آن جمع می‌شوند تا بدنشان توسط جانوران کوچک‌تر پاکسازی شود. چنین ایستگاه‌هایی هم در محیط‌های آب شیرین و هم در محیط‌های دریایی وجود دارند و توسط جانورانی از جمله ماهی، لاک‌پشت دریایی و اسب آبی استفاده می‌شوند.
فرایند پاکسازی شامل، اما نه محدود به، برداشتن انگل‌ها (چه بیرونی و چه درونی) و پوست مرده از بدن مشتری است و توسط جانوران کوچک‌تر انجام می‌شود.